# Космічний торнадо

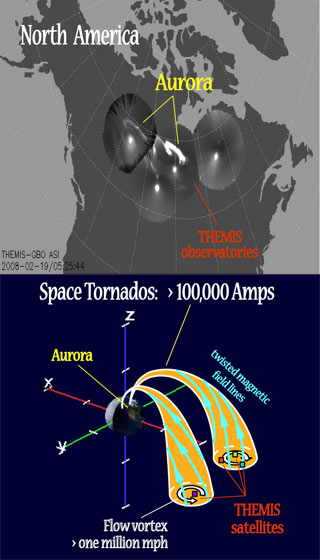
У квітні 2009 року супутники THEMIS (космічний апарат) допомогли дослідити, як космічні торнадо створюють явища полярного сяйва.

Космічний торнадо — це сонячна буря, яка є надзвичайно більшою та потужнішою, ніж звичайні земні торнадо. Вважають, що космічні торнадо викликають полярні сяйва.
Торнадо на Землі утворюються в атмосфері внаслідок гроз, натомість як космічні торнадо утворюються внаслідок взаємодії космічної плазми з магнітними полями.

## Характеристики
Космічні торнадо складаються з плазми, складеної з надзвичайно гарячих іонізованих газів, що обертаються з надзвичайно високою швидкістю. У воронці космічних торнадо також генеруються сильні електричні струми силою близько 100 000 ампер. Спостереження показують, що деякі космічні торнадо досягають розмірів до 15000 км, і тоді вони створюють мініатюрні космічні торнадо приблизно на 100—150 км завширшки та понад 200 км завдовжки. Космічні торнадо утворюються приблизно кожні три години й досягають іоносфери протягом хвилини. Космічні торнадо можуть шкодити силовим трансформаторам та іншим штучним конструкціям.

## Відкриття
Багато інформації про космічні торнадо отримала космічна місія НАСА під назвою THEMIS, яка використовувала кілька зондів для вимірювання сили електричних струмів та параметрів космічної плазми.